# Survivor (film, 2015)
Pour les articles homonymes, voir Survivor.
Pour plus de détails, voir Fiche technique et Distribution.
Survivor est un thriller américaino-britannique de James McTeigue, sorti en 2015.

## Synopsis
Une employée du département d’État américain, mutée à l’ambassade américaine à Londres, est chargée de surveiller les demandes de visa pour lutter contre la menace terroriste. Alors qu'elle détecte une demande suspecte et des anomalies de procédure dans son service, elle est victime d'un attentat en pleine ville où ses collègues trouvent la mort mais dont elle réchappe miraculeusement. Devenue la cible d'un tueur et accusée de crimes qu'elle n'a pas commis, elle fuit les autorités américaines et anglaises et va chercher à empêcher seule le terrible attentat qui se prépare.

## Fiche technique
- Titre original et français : Survivor
- Réalisation : James McTeigue
- Scénario : Philip Shelby
- Décors : Will Coubrough
- Costumes : Stephanie Collie
- Montage : Kate Baird
- Musique : Ilan Eshkeri
- Photographie : Danny Ruhlmann
- Production : Charles Winkler, Irwin Winkler, Matthew O'Toole et Les Weldon
- Sociétés de production : Millennium Films
- Sociétés de distribution : Lionsgate
- Budget : 20 million dollars
- Pays de production :  États-Unis,  Royaume-Uni
- Langue originale : Anglais
- Format : couleur - 2,35:1 - son Dolby numérique
- Genre : Thriller
- Durée : 96 minutes
- Dates de sortie :
- États-Unis : 29 mai 2015
- France : 2 juillet 2015 (directement en vidéo)

## Distribution

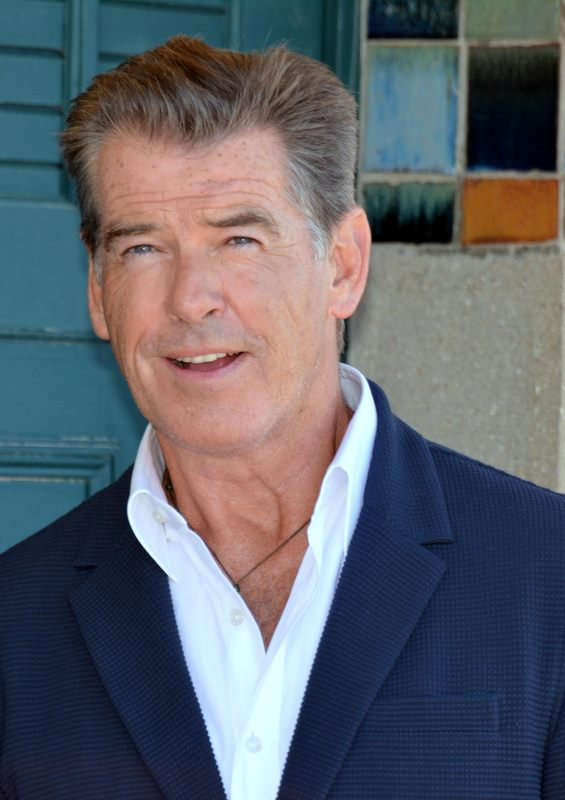
Pierce Brosnan au Festival du cinéma américain de Deauville en septembre 2014.

- Milla Jovovich (VF : Barbara Kelsch ; VQ : Élise Bertrand) : Kate Abbott
- Pierce Brosnan (VF : Emmanuel Jacomy ; VQ : Daniel Picard) : Nash « L'horloger »
- Dylan McDermott (VF : Gilduin Tessier) : Sam Parker
- Angela Bassett (VF : Maïk Darah) : Maureen Crane
- Robert Forster (VF : Bernard Métraux ; VQ : Marc Bellier): Bill Talbot
- James D'Arcy (VF : Jean-Pierre Michael ; VQ : François Godin) : Paul Anderson
- Roger Rees (VQ : Vincent Davy) : le Dr Emil Balan
- Benno Fürmann : Fred
- Frances de la Tour : Sally
- Genevieve O'Reilly : Lisa Carr
- Antonia Thomas : Naomi Rosenbaum
- Sean Teale : Alvin Murdock
- Regé-Jean Page : Robert Purvell
- Jing Lusi : Joyce Su
- Sam Clemmett : Adolescent au téléphone

## Clins d'œils
- À la fin du film, une pièce à conviction est numérotée 7, qui fait référence à James Bond que Pierce Brosnan a incarné au cinéma.